# Willy De Vliegher
Willy De Vliegher (24 januari 1951) is een Belgische politicus voor CD&V. Hij was 30 jaar lang burgemeester van Wachtebeke.

## Biografie
De Vliegher ging naar lagere school in Moerbeke en volgde Latijn-Griekse humaniora aan het Sint-Lodewijkscollege in Lokeren. Daarna studeerde hij licentiaat rechten aan de Universiteit van Gent. Vanaf 1974 werkte hij als advocaat.
De Vliegher werd politiek actief bij de CVP, de grootste partij in Wachtebeke, en in 1983 werd hij er burgemeester. Hij bleef daarna verschillende legislaturen onafgebroken burgemeester, tot hij bij de verkiezingen van 2012 slechts als lijstduwer voor CD&V deelnam aan de gemeenteraadsverkiezingen. Bovendien verloor de CD&V de verkiezingen en werd de partij in Wachtebeke na 140 jaar naar de oppositie verwezen. De Vliegher trok zich terug uit de politiek en werd opgevolgd door Rudy Van Cronenburg.